# American (Ohio)
De American was een in 1978 door Kennedy Motors in Ohio opgestart motorfietsmerk.
Men was van plan een 750cc-paralleltwin te bouwen. De hoofdconstructeur was Jack Wilkes. Waarschijnlijk wilde Wilkes gebruikmaken van de tekeningen van de Triumph tweecilinders. Hij kwam dan ook van BSA af, dat tot in 1972 eigenaar van Triumph was geweest. Sindsdien was Triumph door de Britse regering overgedragen aan Dennis Poore in een poging het merk te redden. Dat mislukte waarna "the Meriden Motorcycle Co-operative" ontstond, toen werknemers hun bedrijf en daarmee hun werkgelegenheid probeerden te redden. In 1978 was Triumph weer de best verkopende buitenlandse motorfiets in de Verenigde Staten, die ook de grootste afzetmarkt vormden. Het sterke Pond sterling maakte de motorfietsen echter te duur voor de Amerikanen. Wilkes was wellicht afhankelijk van onderdelenleveringen uit Meriden, en bovendien waren de Amerikanen wel gecharmeerd van Triumphs, maar niet van Amerikaanse kopieën. Van het motorfietsmerk American is nooit meer iets vernomen.
Er was nog een ander merk met deze naam: zie American (Chicago).